# Maranzana (Piemont)
Maranzana ist eine Gemeinde in der italienischen Provinz Asti (AT), Region Piemont.

## Lage und Einwohner
Maranzana liegt 38 Straßenkilometer südöstlich von der Provinzhauptstadt Asti entfernt. Das Gemeindegebiet umfasst eine Fläche von vier km² und hat 219 Einwohner (Stand 31. Dezember 2023). Die Nachbargemeinden sind Alice Bel Colle, Cassine, Mombaruzzo und Ricaldone.

## Kulinarische Spezialitäten
In Maranzana werden Reben des Dolcetto für den Dolcetto d’Asti, einen Rotwein mit DOC Status angebaut. Die Beeren der Rebsorten Spätburgunder und/oder Chardonnay dürfen zum Schaumwein Alta Langa verarbeitet werden. Die Muskateller-Rebe für den Asti Spumante, einen süßen DOCG-Schaumwein mit geringem Alkoholgehalt sowie für den Stillwein Moscato d’Asti wird hier ebenfalls angebaut. Aus der Rebsorte Brachetto wird der liebliche Schaumwein Brachetto d’Acqui hergestellt. In Maranzana werden auch Reben der Sorte Barbera für den Barbera d’Asti, einen Rotwein mit DOCG Status, sowie für den Barbera del Monferrato angebaut.

## Persönlichkeit
- Giacomo Bove, (* 1852 † 1887), Seefahrer und Forschungsreisender.